# American Sniper (autobiographie)
Cet article concerne le livre de Chris Kyle. Pour le film de Clint Eastwood, voir American Sniper.
American Sniper : l'autobiographie du sniper le plus redoutable de l'histoire militaire américaine est une autobiographie de Chris Kyle, un ancien membre des SEALs, coécrit avec Scott McEwen et Jim DeFelice et  publié par William Morrow and Company le 2 janvier 2012.
Avec 255 ennemis tués, dont 160 officiellement reconnus par le Pentagone, Chris Kyle est le tireur d'élite le plus efficace de l'histoire militaire américaine moderne.
Vendu à 1,2 million d'exemplaires dans tous les formats (numérique et papier), dont 700 000 en 2015, American Sniper est l'un des ouvrages les plus vendus en 2015. Il arrive en tête de toutes les listes des meilleures ventes, y compris celle du New York Times, de Publishers Weekly, d’USA Today et est numéro 2 des ventes sur le site Amazon[réf. nécessaire].
Une adaptation cinématographique, American Sniper, réalisée par Clint Eastwood est sortie en 2014, avec Bradley Cooper dans le rôle principal.

## Synopsis

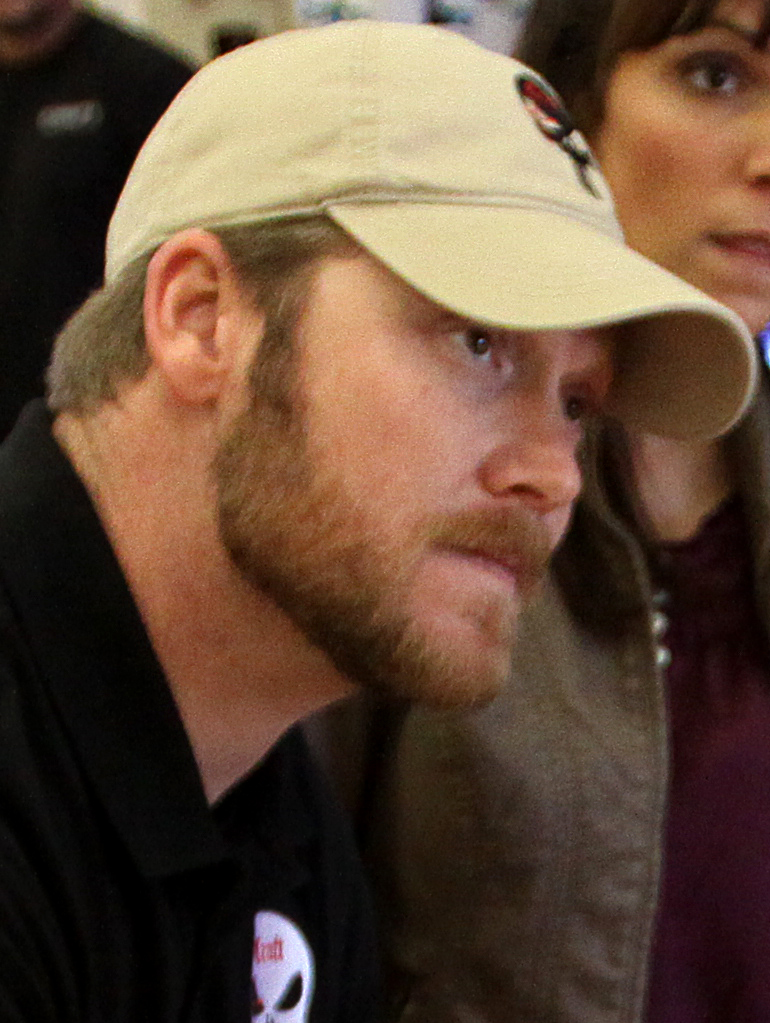
Chris Kyle en 2012.

## Controverses

### Modification post-publication
En juillet 2014, le sous-chapitre de l'autobiographie, intitulé Punching Out Scruff Face, est retiré des prochaines éditions du livre, à la suite d'un recours devant la cour fédérale de district, le jury trouvant que Chris Kyle s'était injustement enrichi aux dépens du demandeur, Jesse Ventura. Le jury lui accorda 500 000 dollars de dédommagement pour diffamation et 1 345 477,25 dollars pour enrichissement injustifié[réf. souhaitée].
Le procès, Ventura vs Kyle, est porté en appel par le défendant à la cour d'appel des États-Unis. En décembre 2014, les avocats de Ventura amorcent un procès séparé contre HarperCollins, la compagnie mère de l'éditeur, pour ne pas avoir vérifié la véracité de l'histoire, accusant HarperCollins d'avoir augmenté ses ventes et généré des millions de dollars grâce à une publicité mensongère[réf. souhaitée]. Le 13 juin 2016, la Cour d'appel des États-Unis pour le huitième circuit a annulé le verdict sur le dénombrement en diffamation, plaçant l'affaire pour un nouveau procès sur ce point, et renversé le verdict d'enrichissement injuste.

### Autres controverses
La famille de Chris Kyle affirma que ce dernier avait fait don des gains générés par le livre aux associations d'aide au vétérans, mais des rapports révélèrent que Kyle avait gardé la plupart des profits pour lui. Selon les rapports, environ 2 % allèrent aux associations, alors que la famille de Kyle garda 3 millions de dollars[réf. souhaitée].

## Adaptation
Une adaptation cinématographique, American Sniper, réalisée par Clint Eastwood et produite par Warner Bros. a été présentée en avant-première le 11 novembre 2014. Bradley Cooper y tient le rôle-titre.

### Différences entre le filmAmerican Sniperet la réalité
Article détaillé
Dans l'article du Figaro publié le 17 février 2015, le journaliste Maurin Picard, qui avait rencontré le véritable Chris Kyle au moment de la sortie de son autobiographie en 2012, a souligné plusieurs différences entre le film American Sniper et la réalité.